# Batalha de Mucojo
A Batalha de Mucojo foi um confronto militar entre militantes anti-islamistas não identificados, afiliados do Estado Islâmico e as Forças Armadas de Defesa de Moçambique na cidade costeira de Mucojo durante a insurgência em Cabo Delgado. Começou em 22 de abril de 2021, quando militantes anti-islamistas assumiram o controle de Mucojo e aldeias próximas, incluindo Lumumua. Os militantes começaram uma matança nos arredores de Mucojo depois que o Exército de Moçambique retomou muitas aldeias ali.

## Batalha
Em 22 de abril de 2021, militantes tomaram e ocuparam as cidades de Mucojo e Pangane com os militares moçambicanos retomando as áreas. A localidade estava sitiada por tropas moçambicanas e ruandesas desde maio de 2021.
No dia 28 de agosto, militantes de um grupo desconhecido invadiram e reocuparam a localidade de Mucojo. Chegaram relatos de que a cidade e uma aldeia próxima foram capturadas, com os militares de Moçambique confirmando a alegação. Os militantes foram identificados como anti-islamistas quando decapitaram um imã islâmico. Os militantes continuaram a matar civis e decapitar pescadores. Os membros do Estado Islâmico e do Al-Shabab atacaram Mucojo e mataram a maioria dos militantes anti-islamistas em Mucojo e na cidade vizinha de Quiterajo. O prefeito da cidade foi posteriormente morto por militantes islamistas e decapitado. O exército de Moçambique mais tarde retomou a área, mas foi recapturada pelos militantes islamistas quando os membros do Al-Shabab se retiraram da Tanzânia para Mucojo. Mais tarde, os militantes incendiaram a localidade, com 164 casas destruídas.
Em 9 de setembro, militantes invadiram e ocuparam Oluma, um vilarejo próximo a Mucojo. A ilha de Vamize também foi ocupada por militantes, ao largo da costa de Mucojo.
A 30 de setembro e ao longo de 8 de outubro, os militantes ocuparam totalmente todas as aldeias próximas de Mucojo. Em 26 de outubro, militantes em Mucojo iniciaram uma ofensiva no sul da Tanzânia. A 29 de Outubro, as forças moçambicanas e ruandesas capturaram toda Mucojo, pondo fim à ocupação.
Em 2022, a instabilidade prosseguiu em Mucojo, com incidentes de pilhagem sendo relatados.